# Sony Music
Sony Music (abreviada como SM) es una compañía de música estadounidense propiedad de Sony, que se incorpora como Sociedad General de Sony Music Holdings, Inc. a través de Sony Entertainment Inc., una subsidiaria de Sony Corporation of America. La compañía se fundó por primera vez en 1929 como American Record Corporation y pasó a llamarse Columbia Recording Corporation en 1938, tras su adquisición por Columbia Broadcasting System. En 1966, la compañía se reorganizó para convertirse en CBS Records. Sony Corporation compró la compañía en 1988 y la nombró Sony Music Entertainment en 1991.
LLC es el único propietario que no opera con el nombre Sony, LLC tiene el 20% de Sony Music y el 50% de Sony/ATV Music Publishing LLC, La Editora LLC y Sony Music Entertainment US Latin LLC.
En 2004, Sony y Bertelsmann establecieron una empresa conjunta 50-50 llamada Sony BMG Music Entertainment y transfirieron negocios de Sony Music Entertainment y Bertelsmann Music Group (BMG; Ariola, Columbia, RCA Records, etc.) a la empresa conjunta. Aunque más tarde, en 2008, LLC compró una parte de la compañía y la nombró Sony Music. La compra permitió a Sony obtener todas las etiquetas de BMG, incluida la filial anterior de Columbia Pictures, así como importantes sellos estadounidenses como RCA, y condujo a la disolución de BMG, que en su lugar se relanzó como BMG Rights Management. 
Sony Music en un acuerdo de 2,3 mil millones de dólares para EMI se convierte en el Editor de Música más grande del mundo.
Sony Music Entertainment (SME) es una de las Compañías Discográficas más grandes del mundo, siendo la primera más grande del mundo seguida de los sellos Universal Music Group (UMG) y Warner Music Group (WMG). También posee el 50% de SYCO compañía de Simon Cowell que opera algunos de los formatos de telerrealidad más exitosos del mundo, como Got Talent y The X Factor, y compró el 50% de Syco Holdings en £86m de Euros.
El 17 de julio de 2019, Sony Corp. anunció que Sony Music y Sony/ATV Music Publishing se fusionarían para convertirse en Sony Music Group. El 4 de agosto de 2020, junto a Radionorba y Mediaset, publica el primer recopilatorio de Battiti Live.
En 2023 la compañía designa a un nuevo gerente general para su filial Sony Music Entertainment US Latin, en la persona de Esteban Geller. El mismo se había desempeñado como Vicepresidente Senior de Relaciones y Marketing de Artistas.

## Sellos discográficos
- Sony/ATV Music Publishing
  - APM Music (joint venture entre Universal Music Publishing Group y Warner/Chappell Music)
  - EMI Music Publishing
  - EMI Production Music
  - Extreme Music
  - Hickory Records
- Sony Music Entertainment Inc.
  - Volcane Entertainment[14]
    - Startime International

  - Columbia Records UK
  - Carbon Fiber Music
  - Epic Records
    - Bad Boy Records
    - Battery Records
    - Freebandz
    - Big Hit Entertainment

  - Kemosabe Records
  - Legacy Recordings
  - Odd Future Records
  - Machete Music
  - Provident Label Group
    - Essential Records
    - Flicker Records
    - Provident Films
    - Reunion Records
      - Beach Street Records

  - RCA Records
  - Sony Masterworks
    - Odyssey Records
    - Playbill Records
    - Sony Music Australia

  - Sony Music UK
  - Sony Music Entertainment Poland
  - Sony Music India
  - Sony Music Latin
  - 5020 Records
  - Sony Music México
  - Sony Music Nashville
  - Sony Music Thailand
    - Bakery Music
    - Sony BEC-TERO Music

  - RCA Label Group (UK)
  - Syco (joint venture with Simon Cowell)
    - Syco Film
    - Syco Music
    - Syco TV

  - The Orchard Music
    - Blind Pig Records
      - Carbon Fiber Music

    - Flow la Movie,LLC
    - Frenchkiss Records
      - Frenchkiss Label Group

    - Rimas Entertainment
      - Rimas Music

    - RED Distribution
    - Shrapnel Records

  - Ultra Music
  - [Merlin] Distribution
- Sony Music Entertainment Japan
  - Aniplex
    - A-1 Pictures Inc.
    - Aniplex of America Inc.
      - Aniplex+
      - Aniplex Channel

    - CloverWorks
    - Madman Anime Group Pty. Ltd.
      - AnimeLab Pty. Ltd.

    - Peppermine Anime GmbH (joint venture)
    - Quatro A Inc.
    - Rialto Entertainment Inc.
    - Wakanim SAS (majority shareholder)

  - Ariola Japan
  - Epic Records Japan
  - Ki/oon Music
    - Fitz Beat
    - Haunted Records
    - Ki/oon Records2
    - NeOSITE
    - Siren Song
    - Trefort

  - M-On Entertainment, Inc.
    - Music On! TV

  - mora
  - Sacra Music
  - Sony Creative Products Inc.
  - Sony DADC Japan Inc.
  - Sony Music Artists Inc.
  - Sony Music Communications Inc.
  - Sony Music Labels Inc.
  - Sony Music Marketing Inc.
  - Sony Music Associated Records
  - Sony Music Publishing
  - Sony Music Records
    - gr8! Records
    - Mastersix Foundation
    - N46Div
    - Niagara Records
    - VP Records
      - Aura Music

  - Unties